# Leptogryllus
Leptogryllus là một chi côn trùng thuộc họ Gryllidae.

## Các loài
- Leptogryllus deceptor.